# Język manide
Język manide (aecki z Camarines Norte) – język austronezyjski używany na Filipinach w prowincji Camarines Norte przez około 4000 jej mieszkańców zaliczanych do Negrytów.
Jego przynależność pozostaje słabo ustalona. Nie jest blisko spokrewniony z większością języków filipińskich. Występują wpływy języków bisajskich, bikolskich i języka tagalskiego.